# 3. бригада копнене војске
Трећа бригада Копнене војске формирана је јуна 2007. године. Састоји се од пешадијских, оклопно-механизованих, артиљеријских и артиљеријско-ракетних јединица ПВО, инжињеријских и логистичких јединица.
Команда Треће бригаде налази се у Нишу, а јединице су стациониране у Прокупљу, Зајечару, Куршумлији и Нишу.
Командант Треће бригаде КоВ је бригадни генерал Слађан Стаменковић.

### Историјат и традиције
Трећа бригада копнене војске формирана је 4. јуна 2007. године, највећим делом од људства и средстава јединица лоцираних на простору југоисточне Србије. У њен састав ушли су делови  211. оклопне бригаде, 21. наставног центра извиђачких јединица, 9. пешадијске бригаде, 4. моторизоване бригаде, 52. мешовите артиљеријске бригаде, 52. артиљеријско-ракетне бригаде ПВО, 125. моторизоване бригаде, 549. моторизоване бригаде, 352. инжињеријског пука, 201. логистичке базе и Војномедицинског центра. Свечаност поводом формирања бригаде одржана је у касарни „Мија Станимировић“ у Нишу.
Трећа бригада копнене војске наставља традиције Другог пешадијског пука „Књаз Михаило“, познатијег као „Гвоздени пук“. Дан Треће бригаде обележава се 7. октобра. Тога дана у Првом балканском рату Други пешадијски пук „Књаз Михаило“ Моравске дивизије првог позива кренуо је у рат.
Ова прослављена јединица, најодликованија од свих пукова српске војске, славом се овенчала у свим великим биткама балканских и Првог светског рата: Кумановској, Прилепској, Брегалничкој, Бици на Грљенским висовима, Церској, Дринској, Колубарској, Битољској и у операцијама за ослобађање Србије.
Трећем ратном команданту пуковнику Миливоју Стојановићу Брки, за показану храброст током напада који је лично предводио, композитор Станислав Бинички посветио је композицију „Марш на Дрину“.
Осим чувених команданта – потпуковника Владимира Ристића, пуковника Душана Пурића, пуковника Миливоја Стојановића Брке, пуковника Димитрија Милића, у саставу јединице налазили су се и великани ратног ослобођења Србије и то поручник Јанићије Јовић, наредник Милунка Савић, наредник Флора Сандс, редов Драгутин Матић – Око Соколово и многи други.

### Организација и структура
Трећа бригада КоВ састоји се од команде и 11 батаљона - дивизиона.
- 30. Командни батаљон
- 31. Пешадијски батаљон
- 32. Пешадијски батаљон
- 33. Самоходни хаубички артиљеријски дивизион
- 34. Дивизион ЛРСВ (лансера ракета самоходни вишецевни)
- 35. Артиљеријско ракетни дивизион за ПВД
- 36. Тенковски батаљон
- 37. Механизовани батаљон
- 38. Механизовани батаљон
- 39. Логистички батаљон
- 310. Инжењеријски батаљон

### Задаци
- Задаци Треће бригаде копнене војске су:
  - изградња и одржавање оперативних способности за извршавање задатака у оквиру све три мисије Војске Србије,
  - обезбеђење административне линије према Косову и Метохији и контрола Копнене зоне безбедности,
  - обучавање и увежбавање команди и јединица за извршење наменских задатака,
  - учешће припадника бригаде у мултинационалним операцијама,
  - учешће у међународној војној сарадњи,
  - припрема и ангажовање јединица за пружање помоћи цивилним властима у санацији последица евентуалних природних непогода, техничко-технолошких и других несрећа.

### Наоружање
Наоружање којим располаже Трећа бригада КоВ:
- тенк М-84
- БВП М-80
- самоходна хаубица 122 mm 2С1 "Гвоздика"
- самоходни вишецевни лансер ракета 128 mm М94 „ПЛАМЕН-С“
- противавионски топ 40 mm Л/70 „БОФОРС“
- оклопни транспортер БТР-50ПУ
- аутомобил оклопно извиђачки БРДМ-2
- борбено оклопно возило "ПОЛО М-83"
- пешадијско наоружање